# Бернардо Аревало
Сесар Бернардо Аревало де Леон (нар. 7 жовтня 1958) — гватемальський дипломат, соціолог, письменник і політик, 52-й президент Гватемали. Член і співзасновник партії «Семілья», депутат Конгресу Гватемали з 2020 по 2024 рік, посол в Іспанії з 1995 по 1996 рік, заступник міністра закордонних справ з 1994 по 1995 рік.
Син колишнього президента Хуана Хосе Аревало. Переміг колишню першу леді Сандру Торрес у другому турі президентських виборів 20 серпня 2023 року. Тріумф на виборах робить його першим сином колишнього президента Гватемали, обраним президентом, другим президентом, який не народився на території Гватемали, і другим за кількістю голосів кандидатом у президенти Гватемали в 21 столітті, якого випередив лише колишній президент Джиммі Моралес (2016—2020 рр.).

## Раннє життя та освіта
Аревало народився 7 жовтня 1958 року в Монтевідео (Уругвай) у родині колишнього президента Гватемали у 1945—1951 роках Хуана Хосе Аревало та його другої дружини Маргарити де Леон. На момент народження Аревало його батько жив у політичній еміграції в Південній Америці після державного перевороту 1954 року у Гватемалі.
Сім'я Аревало покинула Уругвай, коли йому було менш ніж два роки, і він провів частину свого дитинства у Венесуелі, Мексиці та Чилі. Вперше він поїхав до Гватемали у віці 15 років, щоб навчатися в приватній католицькій школі Liceo Guatemala в місті Гватемала.
Поки його батько працював послом Гватемали в Ізраїлі, Аревало навчався і закінчив Єврейський університет в Єрусалимі, здобувши ступінь бакалавра соціології. В Єврейському університеті він вивчав історію християнства в Латинській Америці. Згодом здобув ступінь доктора філософії та соціальної антропології в Утрехтському університеті в Нідерландах.

## Дипломатична кар'єра
У 1980-х роках Аревало почав працювати в Міністерстві закордонних справ як дипломат. У 1984—1986 роках був першим секретарем і консулом посольства Гватемали в Ізраїлі, а згодом — радником міністра у 1987—1988 роках.
1988 року Аревало повернувся до Гватемали, де був призначений заступником директора зі стратегічних досліджень і планування в Міністерстві закордонних справ. З 1990 по 1991 рік він працював директором з питань двосторонньої зовнішньої політики, з 1992 по 1993 рік — з питань міжнародних двосторонніх відносин, а з 1993 по 1994 рік — з питань міжнародних економічних та багатосторонніх відносин.
1994 року президент Раміро де Леон Карпіо призначив Аревало заступником міністра закордонних справ, на цій посаді він працював до 1995 року. Під час його перебування на посаді заступника міністра президент Мексики Ернесто Седільо 1995 року нагородив Аревало орденом Ацтекського орла.
1995 року міністр закордонних справ Алехандро Мальдонадо призначив Аревало послом Гватемали в Іспанії; того ж року він вручив вірчі грамоти королю Хуану Карлосу I. 1996 року Аревало залишив посаду посла, а також Міністерство закордонних справ.

## Професійна кар'єра
Після завершення дипломатичної кар'єри Аревало входив до правління Центру мезоамериканських регіональних досліджень (CIRMA), був його головою. З 1999 року Аревало обіймав різні посади в організації «Інтерпіс», в тому числі консультував з питань розбудови миру та врегулювання конфліктів в Африці, Азії та Латинській Америці.
Окрім миротворчої діяльності, Аревало також працював радником в організаціях, включаючи ООН, Інститут миру США та Університет Сан-Дієго. Автор книг і статей з історії, політики, соціології та дипломатії.

## Політична кар'єра

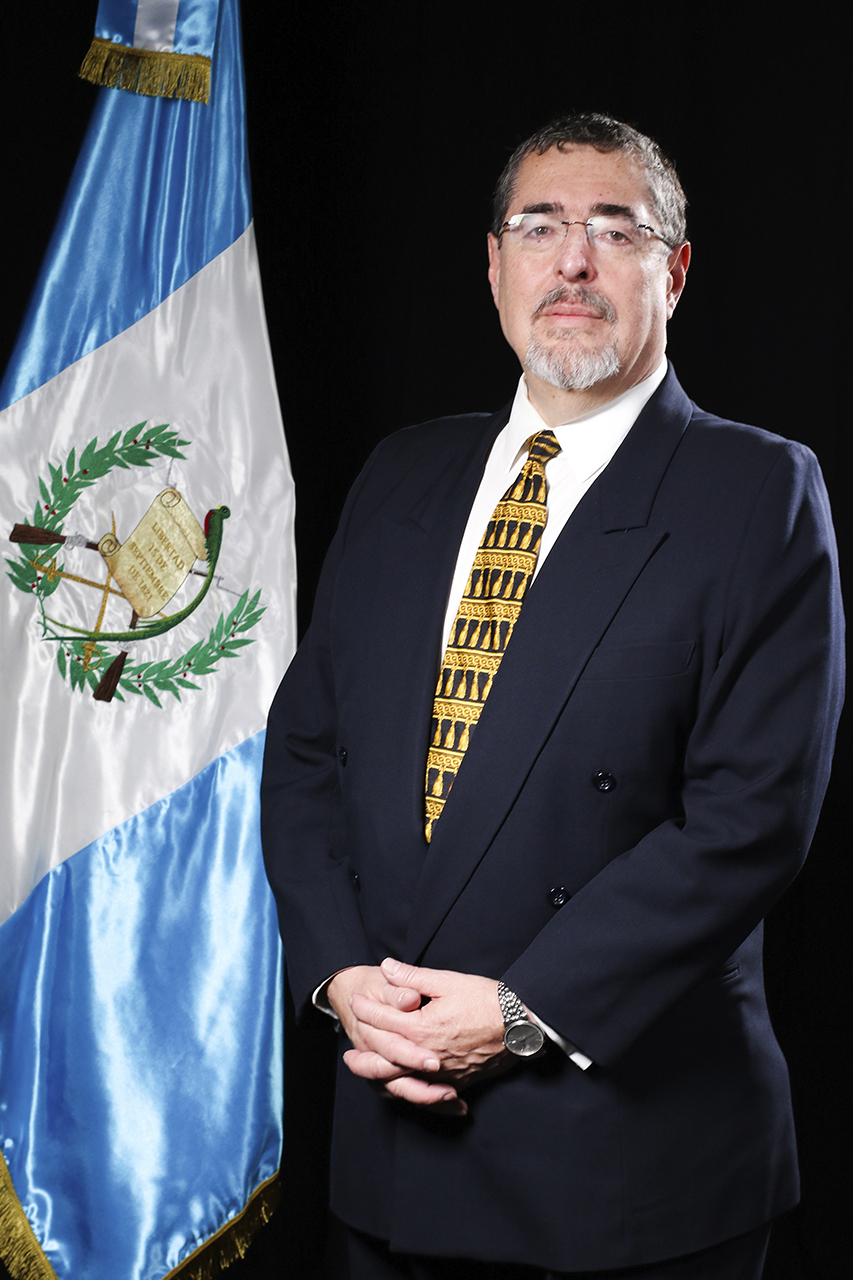
Офіційний портрет Аревало як депутата Конгресу Гватемали

2015 року Аревало брав участь у протестах у Гватемалі з вимогою відставки президента Отто Переса Моліни. Невдовзі після демонстрацій Аревало був серед групи інтелектуалів, які заснували аналітичний центр Semilla, який згодом 2017 року перетворився на політичну партію Movimiento Semilla.
Аревало був оголошений кандидатом від «Семільї» на президентських виборах 2019 року, але зрештою відмовився від цієї кандидатури. Його наступницею стала Тельма Алдана, якій згодом заборонили балотуватися. Натомість Аревало балотувався до Конгресу за загальнодержавним списком і був обраний конгресменом, вступивши на посаду 14 січня 2020 року. Як конгресмен, він працював у кількох комітетах із закордонних справ, управління, прав людини, національної безпеки та національної оборони. Також очолював парламентський блок «Семілья» у 2020—2022 роках.
2022 року був обраний генеральним секретарем «Семільї», змінивши на цій посаді Самуеля Переса Альвареса.

## Передвиборча кампанія
22 січня 2023 року Аревало був оголошений кандидатом у президенти від «Семільї» на виборах 2023 року, балотуючись разом з Карін Еррерою як його кандидаткою у віцепрезиденти. 16 лютого 2023 року був офіційно зареєстрований Вищим виборчим трибуналом. Під час передвиборчої кампанії його прихильники називали його «дядьком Берні» (ісп. Tío Bernie), посилаючись як на його ім'я, так і на його схожість з американським політиком і колишнім кандидатом у президенти Берні Сандерсом.
Кампанія Аревало була зосереджена на боротьбі з корупцією та загрозам безпеки у Гватемалі, а також на створенні можливостей для працевлаштування та просуванні політики боротьби зі зміною клімату.
Початкове опитування, проведене Prensa Libre у квітні 2023 року, показало, що Аревало посідав передостаннє місце серед кандидатів, а 0,7 % опитаних заявили про намір проголосувати за нього. Подальші опитування показали, що підтримка Аревало коливалася на рівні 2 % у червні та травні 2023 року.
У першому турі виборів 2023 року Аревало посів друге місце серед кандидатів, які набрали понад 600 000 голосів, і вийшов у другий тур разом із колишньою першою леді Гватемали та кандидаткою від партії «Національний союз надії» Сандрою Торрес. Друге місце Аревало було названо «несподіванкою». «Семілья» також отримала велику частку голосів, що робить її третьою за величиною партією в Конгресі Гватемали, Центральноамериканському парламенті та муніципальній владі міста Гватемали.

### Затвердження результату виборів та оскарження
Затвердження результатів було відкладено через суперечливу апеляцію, задоволену Конституційним судом дев'ятьма правими партіями, в тому числі керівною партією «Вперед». Ці партії оскаржили результати, стверджуючи про порушення і фальсифікацію виборів на користь Аревало, і навіть вимагали проведення нових виборів. Суд призначив новий перегляд оскаржуваних результатів, який був проведений протягом першого тижня липня. Новий перегляд не виявив суттєвих змін у попередніх результатах. Згодом Верховний Суд відхилив апеляцію, подану сторонами, і уповноважив Вищий виборчий суд офіційно затвердити результати виборів.
12 липня 2023 року Вищий виборчий трибунал офіційно затвердив результати виборів. Водночас прокурор Рафаель Курручіче оголосив, на вимогу судді Феди Орельяни, про призупинення діяльності «Семільї» через звинувачення у фальсифікації підписів за створення партії 2017 року. В інтерв'ю CNN Аревало заявив, що оскаржуватиме це рішення, стверджуючи, що суд не мав жодних правових підстав виносити таке рішення. Експерти з правових питань також підтвердили, що Орельяна не діяв відповідно до виборчого законодавства країни.
13 липня 2023 року Конституційний суд, найвища судова інстанція з питань конституційного права, скасував відсторонення «Семільї», дозволивши провести другий тур президентських виборів. Однак були організовані демонстрації із закликами до відставки генеральної прокурорки Марії Консуело Поррас, прокурора Курручіче та судді Орельяни. Аревало і його кандидатка у віцепрезиденти Карін Еррера були присутні на демонстрації та подали кримінальну скаргу проти Курручіче й Орельяни.
Члени Конгресу США закликали Джо Байдена накласти санкції на осіб, відповідальних за загрозу демократії у Гватемалі, і висловили занепокоєння діями, що вживаються проти кандидатури Аревало. Двадцять колишніх лідерів країн Латинської Америки та Іспанії виступили зі спільною заявою, в якій засудили спроби відсторонити Аревало на виборах і порівняли її з нещодавнім усуненням від виборів лідерки венесуельської опозиції Марії Коріни Мачадо.

## Президентство

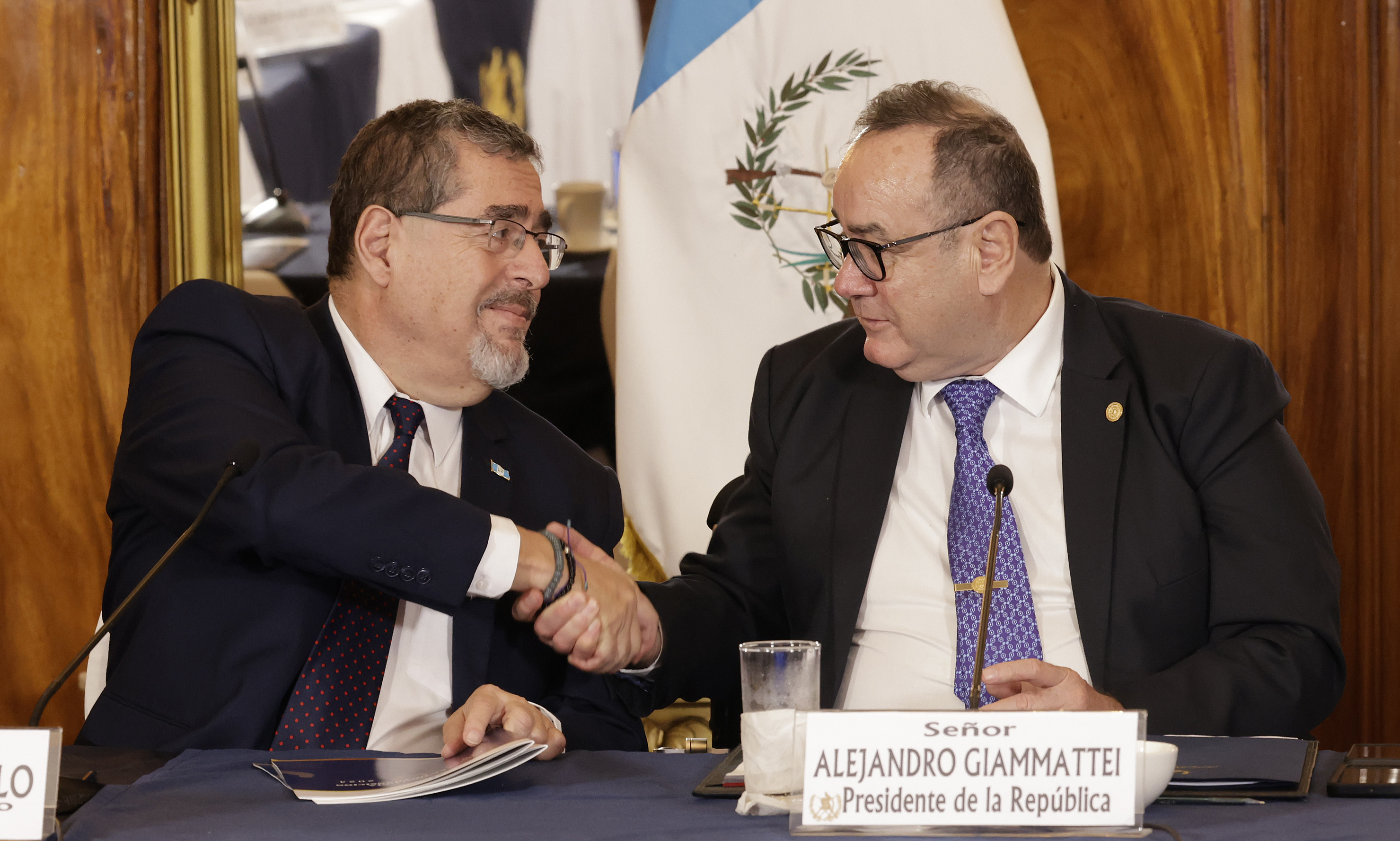
Новообраний президент Бернардо Аревало (зліва) та президент Алехандро Джамматтеї, вересень 2023 року

### Перехідний процес
Закон про вибори та політичні партії забороняє генеральному секретарю політичної партії очолювати виконавчу владу. Відповідно, 29 листопада Аревало відмовився від своєї приналежності до «Семільї» і подав у відставку з посади генерального секретаря партії.
8 січня 2024 року Аревало та новообрана віцепрезидентка Еррера провели пресконференцію в Культурному центрі Мігеля Анхеля Астурії, щоб представити осіб, які обійматимуть посади міністрів в уряді. До її складу мали увійти семеро чоловіків і семеро жінок. Однак 10 січня, через два дні після оголошення, Анайте Ґуардадо, кандидатка Аревало на посаду міністра енергетики та гірничодобувної промисловості, відмовилася від призначення через суперечки, що виникли в Х, коли з'явилося її інтерв'ю 2018 року, яке свідчило про її підтримку гідроелектростанцій, що сприяють вирубці лісів у Гватемалі. З'явилися також звинувачення у причетності Ґуардадо до ув'язнення Бернардо Каала, активіста руху за права корінних народів. Зрештою, Віктор Уго Вентура Руїс замінить Ґуардадо на посаді міністра.

### Інавгурація
14 січня 2024 року його запланована інавгурація була відкладена після того, як наглядова комісія заходу не змогла затвердити делегацію від Конгресу. Він був приведений до присяги за кілька хвилин після півночі 15 січня.

### Перші дії
У перші ж дні перебування на посаді Аревало скасував угоду, підписану його попередником, яка передбачала надання охорони та транспортних засобів колишнім урядовцям з кабінету Джамматеї на шість років.

## Погляди
Аревало претендує на політичну спадщину свого батька, Хуана Хосе Аревало, і колишнього президента Хакобо Арбенса. Він називає себе соціал-демократом і виступає за республіканський і демократичний устрій. Він вірить у державу, яка гарантує соціальну справедливість і приватну власність, і висловлює зацікавленість у створенні нового фіскального договору та посиленні соціального забезпечення.

### Освіта
Однією з передвиборчих обіцянок Аревало є запровадження радикально іншої системи державної освіти. Він прагне розв'язати проблему поганих умов у початкових і середніх школах, інвестувавши 110 мільярдів кетсалів, які підуть на створення 70 000 нових класів, 29,5 мільйонів підручників, 36 000 нових туалетів для викладачів і студентів, а також на щомісячні стипендії для 3600 студентів.

### Охорона здоров'я
Аревало виступає за загальне охоплення населення послугами охорони здоров'я. Він пропонує державний бюджет у розмірі 61 мільярд кетсаль, щоб охопити 7 мільйонів людей, побудувавши 400 нових медичних пунктів і 50 медичних центрів для регіонів з населенням понад 15 000 жителів та ізольованих сільських районів.
Аревало також планує побудувати державну лікарню, яка спеціалізується на лікуванні раку.

### Зовнішня політика
Аревало виступає за поліпшення торговельних відносин з Китаєм, але також бажає підтримувати дипломатичні відносини з Тайванем. 20 липня в інтерв'ю República він запевнив, що зацікавлений у побудові відносин з Китаєм на основі розвитку і розширення економічних зв'язків.
Аревало засудив владу Нікарагуа і назвав Нікарагуа та Венесуелу диктаторськими системами. У березні 2022 року Аревало був доповідачем законодавчої пропозиції, яка мала на меті закликати президента Алехандро Джамматтеї вжити заходів проти Росії за її вторгнення в Україну. Пропозиція передбачала скасування ліцензії на видобуток нікелевої компанії Compañía Guatemalteca de Níquel, яка належить російській компанії Solway Investment Group. Крім того, законопроєкт передбачав розірвання договору з російським урядом щодо вакцин Спутник V.

## Особисте життя
Аревало був тричі одружений. 1983 року він одружився з громадянкою Аргентини Терезою Лапін Ганман; вони розлучилися 1992 року. Наступного року Аревало одружився з Євою Рівара Фігероа, колегою-дипломаткою, з якою у нього народилися дві доньки. З 2011 року Аревало одружений з Лукрецією Пейнадо. Він має трьох дочок і трьох пасинків.
Окрім рідної іспанської, Аревало володіє англійською, івритом, французькою та португальською мовами.

## Нагороди
- Орден Ацтекського орла (Мексика, 1995 рік)[9]